# Raïon de Starodoub
 (juillet 2024).
La mise en forme du texte ne suit pas les recommandations de Wikipédia : il faut le « wikifier ».
Les points d'amélioration suivants sont les cas les plus fréquents. Le détail des points à revoir est peut-être précisé sur la page de discussion.
- Les titres sont pré-formatés par le logiciel. Ils ne sont ni en capitales, ni en gras.
- Le texte ne doit pas être écrit en capitales (les noms de famille non plus), ni en gras, ni en italique, ni en « petit »…
- Le gras n'est utilisé que pour surligner le titre de l'article dans l'introduction, une seule fois.
- L'italique est rarement utilisé : mots en langue étrangère, titres d'œuvres, noms de bateaux, etc.
- Les citations ne sont pas en italique mais en corps de texte normal. Elles sont entourées par des guillemets français : « et ».
- Les listes à puces sont à éviter, des paragraphes rédigés étant largement préférés. Les tableaux sont à réserver à la présentation de données structurées (résultats, etc.).
- Les appels de note de bas de page (petits chiffres en exposant, introduits par l'outil «  Source ») sont à placer entre la fin de phrase et le point final[comme ça].
- Les liens internes (vers d'autres articles de Wikipédia) sont à choisir avec parcimonie. Créez des liens vers des articles approfondissant le sujet. Les termes génériques sans rapport avec le sujet sont à éviter, ainsi que les répétitions de liens vers un même terme.
- Les liens externes sont à placer uniquement dans une section « Liens externes », à la fin de l'article. Ces liens sont à choisir avec parcimonie suivant les règles définies. Si un lien sert de source à l'article, son insertion dans le texte est à faire par les notes de bas de page.
- La présentation des références doit suivre les conventions bibliographiques. Il est recommandé d'utiliser les modèles {{Ouvrage}}, {{Chapitre}}, {{Article}}, {{Lien web}} et/ou {{Bibliographie}}. Le mode d'édition visuel peut mettre en forme automatiquement les références.
- Insérer une infobox (cadre d'informations à droite) n'est pas obligatoire pour parachever la mise en page.

Pour une aide détaillée, merci de consulter Aide:Wikification.
Si vous pensez que ces points ont été résolus, vous pouvez retirer ce bandeau et améliorer la mise en forme d'un autre article.
Le raïon de Starodoub (en russe : Староду́бский райо́н) est un district administratif, (raïon) situé au sud de l'oblast de Briansk, en Russie. Son centre administratif est la ville de Starodoub (qui ne fait pas administrativement partie du raïon).

## Divisions administratives et municipales
Dans le cadre des divisions administratives, le raïon de Starodoub est l'un des vingt-sept de l'oblast (loi no 13-Z). La ville de Starodoub sert de centre administratif, bien qu'elle soit incorporée séparément en tant qu'okrug urbain - une unité administrative avec le statut égal à celui des raïons (loi no 13-Z).
En tant que division municipale, le district est incorporé en tant que district municipal de Starodoub (loi no 13-Z).

## Démographie
| Année de recensement | Population |
| -------------------- | ---------- |
| 1989                 | 51 326     |
| 2002                 | 44 573     |
| 2010                 | 40 414     |
| 2021                 | 35 404     |

La population de Starodoub représente 50 % de la population totale du raïon. 